# Ciclisme als Jocs Olímpics d'estiu de 1900

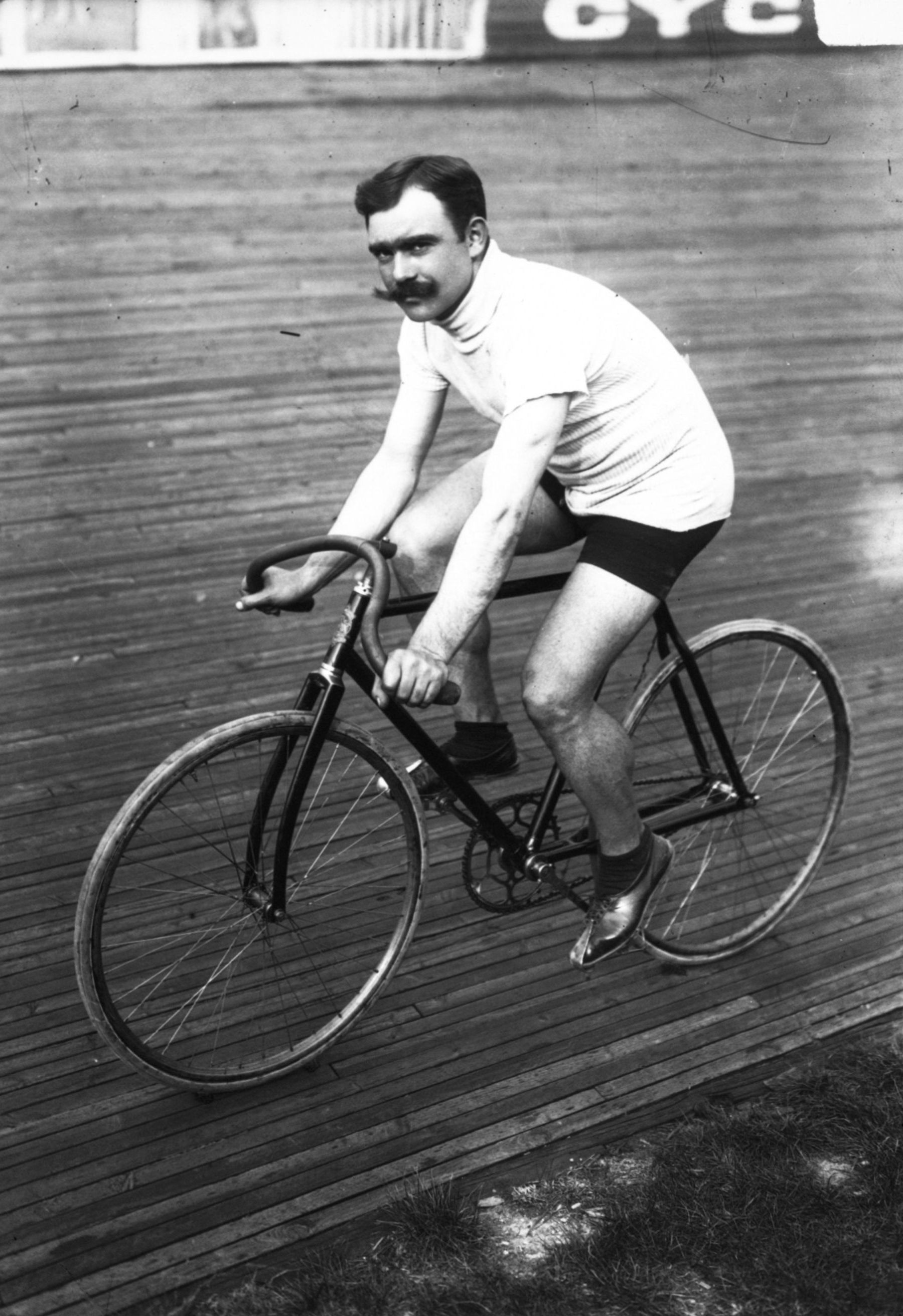
Louis Trousselier, futur vencedor del Tour de França 1905, va disputar la prova dels 25 km dels Jocs Olímpics de París de 1900

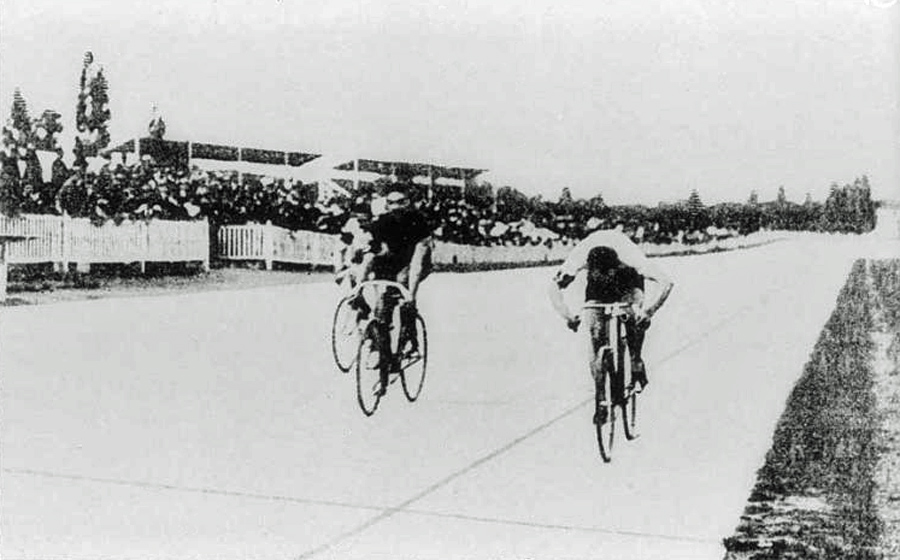
Arribada de la prova d'esprint.

Als Jocs Olímpics d'Estiu de 1900 es disputaren dues proves de ciclisme. La competició es disputà entre el 9 i el 16 de setembre de 1900. 72 ciclistes de sis nacions hi van prendre part, tots homes.
Es disputaren 13 proves més durant els Jocs, però només els 2000 metres esprint i els 25 quilòmetres són considerats oficials pel Comitè Olímpic Internacional.

## Medaller de les proves de ciclisme
| Prova                          | Or                  | Argent           | Bronze          |
| Esprint masculí detalls        | Georges Taillandier | Fernand Sanz     | John Henry Lake |
| 25 quilòmetres masculí detalls | Louis Bastien       | Louis Hildebrand | Auguste Daumain |

## Resum diari

### 11 de setembre
En les primeres dues rondes dels 2000 metres esprint, els Estats Units i Itàlia debutaven en les proves de ciclisme d'uns Jocs Olímpics, mentre que Bèlgica i Bohèmia ho feien en uns Jocs, després de no haver participat en els Jocs Olímpics d'Atenes. Alemanya, que havia guanyat una medalla de plata quatre anys abans, i França, amb 4 ors, una plata i un bronze, eren les nacions que tornaven a participar.
L'únic ciclista de Bohèmia quedava eliminat a la primera ronda i el ciclista belga a la segona ronda. El trio alemany també queda eliminat al final del dia i sols passen a semifinals un italià, un estatunidenc i 7 francesos.

### 13 de setembre
Les semifinals i la final de la prova dels 2000 metres esprint es disputen el segon dia de competició. Es disputen 3 semifinals en què sols es classifica per a la final el primer de cada sèrie: els francesos Fernand Sanz i Georges Taillandier i el nord-americà John Henry Lake. Taillandier en fou el vencedor final, demostrant el domini francès en el ciclisme del moment.

### 15 de setembre
El tercer dia de competició ciclista es disputà la prova dels 25 km. Louis Bastien, Louis Hildebrand i John Henry Lake eren els favorits. Lake no pot seguir el ritme dels francesos i queda fora de cursa. Finalment és Bastien el vencedor, seguit per Hildebrand i Daumain. El guanyador del futur Tour de França 1905, Louis Trousselier es trobava entre els participants a la cursa.

## Nacions participants
Un total de 72 (*) ciclistes de 6 països van participar en els Jocs:
- Bèlgica (1)
- Bohèmia (1)
- França (59)
- Alemanya (3)
- Itàlia (7)
- Estats Units (1)

(*) NOTA: Ciclistes participants a les dues proves oficials.

## Medaller per països de les proves de ciclisme
| Posició | País         | Or | Argent | Bronze | Total |
| 1       | França       | 2  | 2      | 1      | 5     |
| 2       | Estats Units | 0  | 0      | 1      | 1     |